# 333
Правління Костянтина Великого у Римській імперії. У Китаї правління династії Цзінь. В Індії починається період імперії Гуптів. В Японії триває період Ямато. У Персії править династія Сассанідів.
На території лісостепової України Черняхівська культура. У Північному Причорномор'ї готи й сармати.

## Події
- На Кіпрі Калокер підіймає бунт і проголошує себе імператором Римської імперії.
- 25 грудня Костянтин Великий надає молодшому сину Константу титул цезаря.

## Померли
- Ши Ле (石勒, 274 —333) — китайський імператор у 319–333 роках, засновник династії Пізня Чжао, талановитий військовик.